# Baionetă M5
Baioneta M5 a fost acceptată de către forțele militare americane în 1953 pentru a înlocui celelalte baionete folosite pentru pușca semiautomată M1 Garand⁠(d). Pentru această baionetă se folosește o teacă M8A1.

## Trecut
De-a lungul Războiului din Coreea, baioneta M1, care fiind montată pe o pușcă semi-automată M1, a fost reclamată ca fiind greu de înlăturat din cauza faptului că soldații erau nevoiti să poarte în permanentă mănuși grele. Ca rezultat, baioneta M5 a fost proiectată și emisă în 1953. Aceasta a fost o reproiectare bazată pe baioneta M4 folosită de carabinele M1. Baioneta M5 nu semăna deloc cu originala baioneta M1, și, este unica baionetă americană fară un inel de mâner pe garda transversală, astfel încat, acum, luând o formă mai mult a unui cuțit de luptă decât a unei baionete.

## Descriere
Baioneta M5 are o lamă de 6¾ inchi, cu o lungime totală de 11½ inchi. Greutatea totală este de 11½ uncii. Lama are o latură ascuțită pe de-a-ntregul lungimii iar pe cealaltă parte are doar 3 inchi ascuțiți. Există și un buton relativ mare pentru a face fată nevoii de a o înlătura în cazul în care se poartă mănuși.
Știftul de pe gardă transversală a baionetei se mulează perfect după botul țevii puștii M1 Garand. Canelurile de blocare se atașează direct pe mânerul armei. M5-ul se poate atașa doar M1-ului și nu poate fi atașată altei arme.
Au fost create trei modele diferite: M5, M5-1 și M5A1.
Mânerele au un model în romburi turnat din plastic negru și toate componentele metalice sunt de culoare gri închis, parkerizate. Nu există niciun fel de inscripții pe lamă. Numele producătorului sau inițialele "US M5" (sau alte modele) se pot găsi ștampilate sub garda transversală. Majoritatea baionetelor asemănătoare cu M5 au fost făcute în Coreea după Războiul din Coreea și au litera "K" ștampilată în loc de "US".
Producătorii principali ai acestor baionete sunt: Aerial Cutlery, Jones & Dickinson Tool, Imperial Knife, Utica Cutlery, and Columbus Milpar & Mfg. M5A1 a fost produsă de-a lungul anilor '60 și a fost ultima baionetă făcută pentru M1 Garand.

## M8 și Teaca M8A1
Există doua variante ale acestei teci, amândouă având corpul făcut din fibră de sticlă de culoare măslinie cu un gât de oțel. Versiunile inițiale ale tecii M8-ului aveau doar o curea pusă în jurul mânerului și erau lipsite de cârligul dublu pe care baionetele inițiale îl aveau pentru a putea căra echipament, ca de exemplu: M1910 Haversack. Teaca M8A1 îmbunătățită s-a produs mai târziu, în cel de-al Doilea Război Mondial. Flanșa gâtului tecii avea ștampilat "US M8" sau "US M8A1" pe de-a lungul părții netezi a oțelului. Unele teci M8 au fost modificate posterior, fiind adăugat de asemenea cârligul. 
Mai târziu, tecile M8A1 au fost produse de asemenea cu o agățătoare extensibilă pentru a scăpa de problema frecării baionetei M5 de mânerul mai lat al baionetei. Această teacă a fost folosită pentru producerea tuturor următoarelor baionete americane, incluzând M4, M5, M6 și M7. A fost de asemenea folosită și la producerea cuțitului de luptă M3⁠(d).